# Karel Absolon
Karel Absolon (16 de junho de 1877; 6 de outubro de 1960) foi um arqueólogo, geógrafo, paleontólogo e espeleólogo tcheco. Ele nasceu em Boskovice.
Absolon era neto do paleontologista Jindřich Wankel. Durante seus estudos na Universidade Charles, em Praga, ele começou com pesquisas espeleológicas nas cavernas de Moravský kras (Moravian Karst) na Morávia da atual República Tcheca. Em 1907, ele se tornou o guardião do museu da Morávia em Brno e professor de paleoantropologia na Universidade Charles em Praga em 1926.
Seus trabalhos mais conhecidos são as descobertas paleoantropológicas em Dolní Věstonice, que incluem uma estatueta de Vênus. Ele trabalhou no mapeamento sistêmico dos Moravský kras, incluindo o Macocha Abyss e as cavernas Pekárna, Punkevní e Kateřinská. Ele também explorou cavernas cársticas nos Bálcãs, na França e na Inglaterra. Absolon era muito hábil em se promover e em popularizar suas descobertas como uma maneira de atrair patrocinadores.
Absolon morreu em 6 de outubro de 1960 em Brno. Em 1961, uma caverna no pé do Monte. Maggiore, nos Alpes Apuanos italianos, foi descoberta e recebeu o nome de Absolon.